# ヒメカバイロタケ
ヒメカバイロタケ（姫樺色茸、学名: Xeromphalina campanella）は、 Xeromphalinaceae 科ヒメカバイロタケ属に分類される小型のきのこの一種。和名は、小さいことから姫（ヒメ）、全体が樺色（かばいろ：赤みを帯びた橙色）であるキノコの意味である。食用には適さない。

## 形態
子実体は傘と柄からなる。傘は径0.8 - 2センチメートル (cm) 程度、はじめ釣鐘形ないし半球形から開いて丸山形になって、しばしば中央部が窪む。傘の上面に粘性はなく、暗橙褐色ないし橙黄色（オレンジ色）で周辺部は淡色。湿時には周縁に条線を生じるが、乾くと消える。傘の肉はごく薄い紙質で、いったん乾いても吸湿すれば再び復元し、淡黄白色で傷つけても変色することなく、ほぼ無味無臭である。

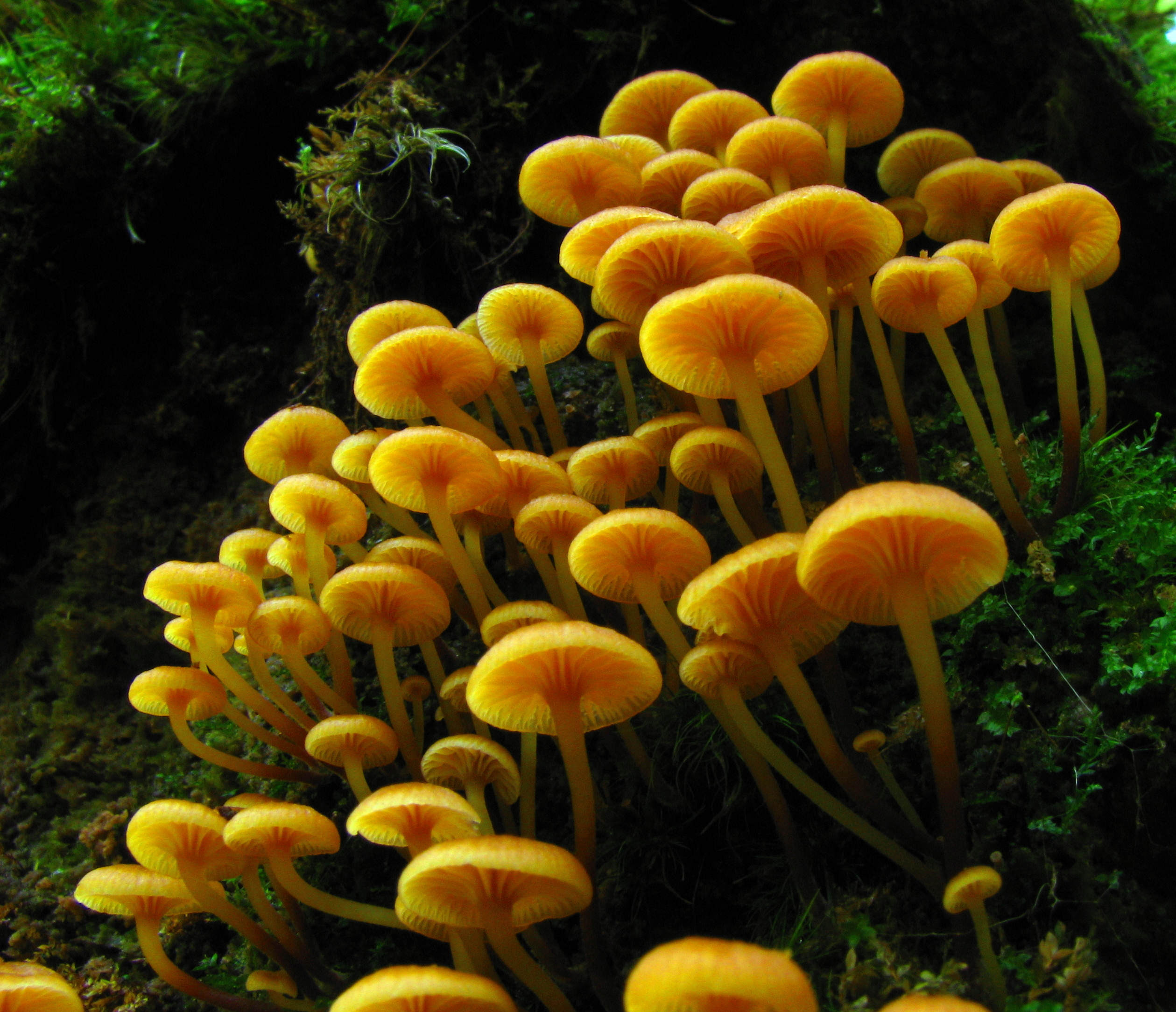
子実体の裏面

傘下面のヒダは柄に直生または垂生し、やや疎で幅狭く、互いを結ぶ横ひだを備え、くすんだ淡黄色ないし淡黄褐色を呈する。
柄は中実、長さ1 - 3 cm、径 0.5 - 2ミリメートル (mm) 程度、角質から軟骨質で新鮮な時にはいくぶん光沢を有し、上部は傘と同色、下方に向かって黒褐色が強くなり、基部にはしばしば白色の菌糸が見られることもある。
胞子紋は類白色、胞子は楕円形で無色・平滑、しばしば顆粒状の内容物を含み、ヨウ素溶液で暗青灰色となる（アミロイド性）。側シスチジアはなく、縁シスチジアは太い紡錘状あるいはコケシ形をなし、淡黄色の内容物を含み、薄壁である。胞子の大きさは5.5 - 7.5 × 3 - 3.5マイクロメートル (μm) 。かさの表皮は、緊密に絡み合いながら匍匐した厚壁菌糸で構成され、その菌糸の外面には、樹脂状・褐色の色素塊が不規則に沈着する。肉の菌糸はやや厚壁で淡褐色を呈し、隔壁は少なく、しばしばかすがい連結を備えている。

## 生態

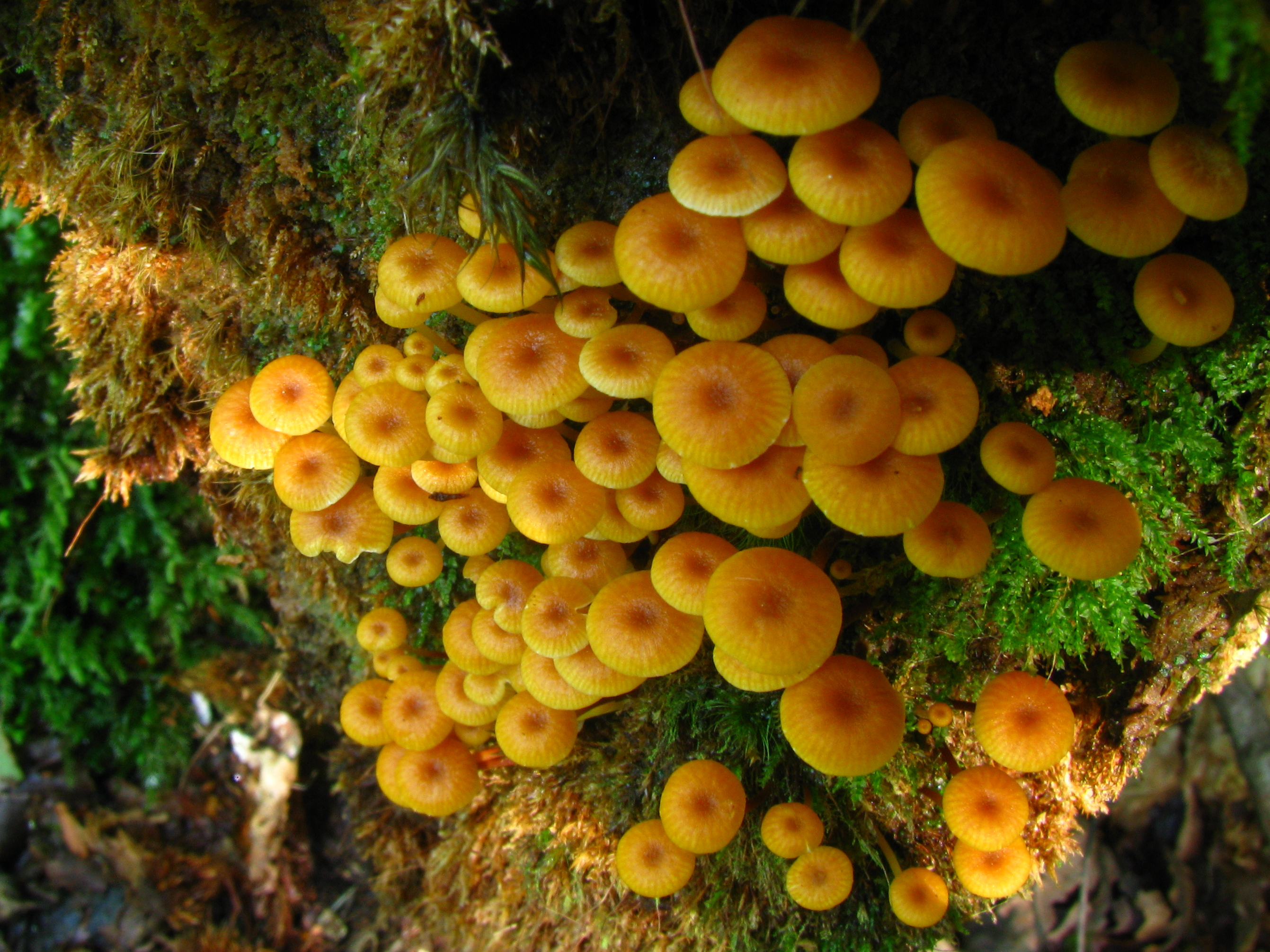
苔むすほどの朽木によく生える。

針葉樹に生える木材腐朽菌（腐生菌、腐生性）。ほぼ一年中（特に夏から秋にかけて）、朽ちかけた針葉樹（マツ属・モミ属・トウヒ属・スギ・ヒノキ・カラマツその他）のコケに覆われた切り株や朽ちた倒木、あるいは立ち枯れ木などの上におびただしく群生する。日本ではアカマツ林でよく見かけられる。はじめはキノコ同士の間隔が空いて点々と発生するが、数日すると爆発的に数が増えて大群落となる。
なお、ヒメカバイロタケ属の9種1亜種は、いずれも四極性の交配型を持ち、本種も同様であるとされてきた
が、ヒメカバイロタケについては交配型は二極性である（さらに一個の子実体が形成した複数の胞子同士の間でも交配が可能である）との反論もある。

## 分布
北半球の暖帯以北に広く分布する。日本では北海道から屋久島を経て沖縄県にまで分布する。

## 類似種
ヒメカバイロタケモドキ（X. curtipes Hongo）はさらに小形で、柄が傘の中心から多少ずれてつき、その全面に微毛（柄シスチジア）をこうむり、胞子が小さい。キチャホウライタケ（X. cauticinalis (Fr.) Kühn. & Maire ssp. pubescentipes (Peck) Redhead）は、一般に針葉樹の枯れ葉や小枝の上に発生し、柄の基部には橙褐色・綿毛状の菌糸塊を備えることが多い。また、ほとんど常に、腐植上に黒褐色・髪の毛状の根状菌糸束を形成することでも異なる。
ホウライタケ属やモリノカレバタケ属にも外観が似た種が多数知られているが、これらはかさの表皮の構造においてヒメカバイロタケとは異なる（ホウライタケ属では、箒状ないしサンゴ状もしくは茶筅状の細胞からなる柵状被、モリノカレバタケ属では、薄い壁を備えた細い菌糸で構成された平行菌糸被）。また、胞子がヨウ素溶液で染まらない（非アミロイド性）点でもヒメカバイロタケおよびその近縁種とは区別される。

## 食・毒性
おそらく無毒であると考えられるが、きのこが小形かつ肉薄に過ぎ、食用菌としての価値はほとんど認められない。